# Kispesti Kós Károly Általános Iskola
A Kispesti Kós Károly Általános Iskola egy budapesti alapfokú oktatási intézmény.

## Története
Az iskola Budapest XIX. kerületében, Wekerletelepen található. Épülete 1914-ben készült el elemi iskola céljára. Első igazgatója Kneppó János volt. Az 1917–1918-i tanévben a polgári fiúiskola kihelyezett osztályait fogadta be az épület. 1920-ban 420 tanuló tanult tíz párhuzamos osztályban, a tanárok száma 17 volt.
1950-től nyolc osztályos általános iskolaként működik. Igazgatók Solymos Sándor, Somorjai József, Szamossy Csabáné, Bikádi György, Ábrány Lajos és Susánszky Miklósné voltak.
Az első tanulószobát 1949-ben, az első napközit 1957-ben szervezték meg. 1959-ben folyt először koedukált oktatás az iskolában. 1975-ben tanuszodával, 1982-ben új épületszárnnyal bővült. 1991-ig orosz tagozatos iskola volt, majd átalakult, ma az angol nyelvet oktat emelt szinten. 1989. december 15-én vette fel az iskola Kós Károly nevét, az ő szellemiségében oktatnak és nevelnek közel 400 tanulót.

## Az iskola jelene
Alsó tagozaton hagyományos írás-, olvasástanítás folyik. A tanulók a tantervi órákon kívül az órarendbe illesztve népi gyermekjáték és drámapedagógiai foglalkozáson, úszásoktatáson és nyelvi órákon vehetnek részt (A szülők igény szerint angol vagy német nyelvet választhatnak gyermekük számára).
A nyelvtanulás első osztálytól tanórai keretben biztosított. Az emelt óraszámú angolt harmadik évtől, a normál óraszámú (heti 3 óra) angolt és németet a negyedik évtől tanulhatják a gyerekek. Az emelt óraszám harmadik évfolyamtól heti 2 órát, negyediktől nyolcadikig heti 5 órát jelent. Két párhuzamos osztályból 3 nyelvi csoportot alakítanak ki. Az emelt óraszámú angol csoportba a nyelvi készség felmérése alapján kerülhetnek a tanulók, a normál óraszámú angol vagy német csoportot a szülők és a tanulók igénye szerint alakítják ki.
Felső tagozaton a magyarórák tanrendjébe illesztve médiaoktatás folyik, mely szakköri keretben kiegészül gyakorlati oktatással is. Ötödikben fotózással, hatodikban rádiózással, hetedikben újságírással, nyolcadikban videózással foglalkoznak a gyerekek, iskolaújságot is megjelentetnek.
A napközi működtetésére, étkezés biztosítására vonatkozó minden szülői igényt ki tudnak elégíteni.
A felzárkóztatás korrepetálásokon, a tehetséggondozás szakköri foglalkozásokon történik.

## Sportkörök
Futball, kosárlabda, asztalitenisz, játékos torna, szertorna. Télen sítábort szerveznek, az iskola udvarán ingyenes jégpálya működik.

## Szabadidős programok
Németet tanuló gyerekeknek ausztriai utazást szerveznek. Nyaranta alsós, felsős és sporttáborokat (vízi túra, „labdás” edzőtábor, horgásztábor) rendeznek.

## Hagyományos rendezvények
Minden évben megrendezik a „Kós hetet”, melynek keretében iskolai versenyeken, karácsonyi hangversenyen, kézműves foglalkozásokon, képzőművészeti kiállításon, Luca napi vásáron vehetnek részt a tanulók és szüleik.
Iskolai tanulmányi-és sportversenyeket rendeznek mind alsó, mind felső tagozaton, melynek győztesei évek óta sikerrel képviselik az iskolát a kerületi és országos versenyeken is.